# انحناء (رياضيات)
يشير مصطلح الانحناء في الرياضيات إلى المقدار الذي ينحرف به الشكل الهندسي عن حالة التسطح (شكل المستوي). هناك فرق أساسي بين الانحناء اللاجوهري (بالإنجليزية: extrinsic curvature)‏ الذي يعرف على الأجسام ضمن الفضاءات (مثلاً:فضاء إقليدي) بحيث يتم تعريف نصف قطر الانحناء للدوائر التي تمس الجسم عند مختلف نقاطه، وبين الانحناء الجوهري (بالإنجليزية: intrinsic curvature)‏ الذي يعرف لكل نقطة في متعدد شعب تفاضلي.
بشكل بسيط يعرف انحناء دائرة على أنه مقلوب نصف قطرها ويكون الانحناء متساوياً في جميع نقاط الدائرة الواحدة (بديهياً بسبب تساوي قيمة نصف القطر في جميع النقاط). وعليه تكون قيمة الانحناء للدوائر الصغيرة أكبر منها في الدوائر الكبيرة. أما بشكل عام فتعطى قيمة الانحناء عند نقطة من منحني ما على أنها انحناء دائرة التقبيل للمنحني في تلك النقطة.
يتم التعبير عن الانحناء في المستوي على أنه قيمة سلمية، بينما في الفضاء الثلاثي الأبعاد أو الفضاءات ذات الأبعاد الأعلى فتأخذ على أنها قيمة اتجاهية يسمى متجه الانحناء والذي يأخذ بعين الاعتبار اتجاه الانحناء بالإضافة إلى حدته. يتم وصف الانحناء للأجسام المعقدة (مثل السطوح في الفضاءات من الدرجة n) باستخدام طرق من الجبر الخطي، كطريقة تنسور الانحناء الريمني.

## توضيح
عندما تقود السيارة في طريق تتناوب فيها اجزاء مستقيمة وأخرى منحنية. تلاحظ انك في الجزء المستقيم لست بحاجة لتوجيه عجلة القيادة، ولذلك نقول ان انحناء الطريق = صفر. وعندما تواجهة جزء من الشارع ذات منحنى واسع، عليك توجيه عجلة القيادة ولكن قليلا، في هذه المرحلة الانحناء صغير. أخيرا عند منعطف ضيق: يجب أن تعمل على توجيه عجلة القيادة بسرعة كبيرة، ولذلك فإنك تبعد عن المسار المستقيم الذي يلامس منحنى الطريق، بسرعة أكبر من السابق، لذلك في هذه المرحلة يمكن القول أن المنحنى كبير.

## الانحناء في المستوي

دائرة التقبيل لمنحني

من أجل أي منحني مستوي C يعطى التعريف الرياضي لقيمة الانحناء باستخدام التمثيل الوسيطي بالنسبة لطول المنحني. لنأخذ مثلاً المنحني النظامي الوسيطي γ(s) حيث s هو طول المنحني. منه يمكن حساب المتجه المماسي الواحدي T، المتجه الناظمي الواحدي N، الانحناء κ(s)، الانحناء الموجه k(s)، ونصف قطر الانحناء عند كل نقطة باستخدام العلاقة التالية:
{\displaystyle T(s)=\gamma '(s),\quad T'(s)=k(s)N(s),\quad \kappa (s)=\|\gamma ''(s)\|=\left|k(s)\right|,\quad R(s)={\frac {1}{\kappa (s)}}.}
من هذه العلاقة نجد أن انحناء الخط المستقيم يعادل الصفر. كما أن انحناء دائرة نصف قطرها R هو قيمة ثابتة تعادل مقلوب نصف القطر كما في العلاقة:
{\displaystyle \kappa ={\frac {1}{R}}.}
أما بالنسبة لأي منحني مستوي عام فإن قيمة الانحناء عند نقطة P منه لا تساوي الصفر وتعادل مقلوب نصف قطر دائرة التقبيل عند تلك النقطة.

### مثال
لنأخذ معادلة القطع المكافئ {\displaystyle y=x^{2}}. من الممكن كتابة هذه المعادلة بالشكل الوسيطي على الشكل {\displaystyle c(t)=(t,t^{2})=(x,y)}
{\displaystyle {\dot {x}}=1,\quad {\ddot {x}}=0,\quad {\dot {y}}=2t,\quad {\ddot {y}}=2}
وبالاستبدال ينتج لدينا:
{\displaystyle \kappa (t)=\left|{\frac {{\dot {x}}{\ddot {y}}-{\dot {y}}{\ddot {x}}}{({{\dot {x}}^{2}+{\dot {y}}^{2})}^{3/2}}}\right|={1\cdot 2-(2t)(0) \over (1+(2t)^{2})^{3/2}}={2 \over (1+4t^{2})^{3/2}}}

## وصلات خارجية
- شرح للانحناء الجوهري واللاجوهري باللغة الإنكليزية
- انحناء (Curvatura)